# Ernen
Ernen (walliserdeutsch Äärne [æːrnə], französisch Aragnon) ist eine Munizipalgemeinde und eine Burgergemeinde mit einem Burgerrat im Bezirk Goms im Schweizer Kanton Wallis. Der Ort bildet zugleich eine Pfarrgemeinde des Dekanats Ernen.

## Geographie

Historisches Luftbild von Werner Friedli von 1955

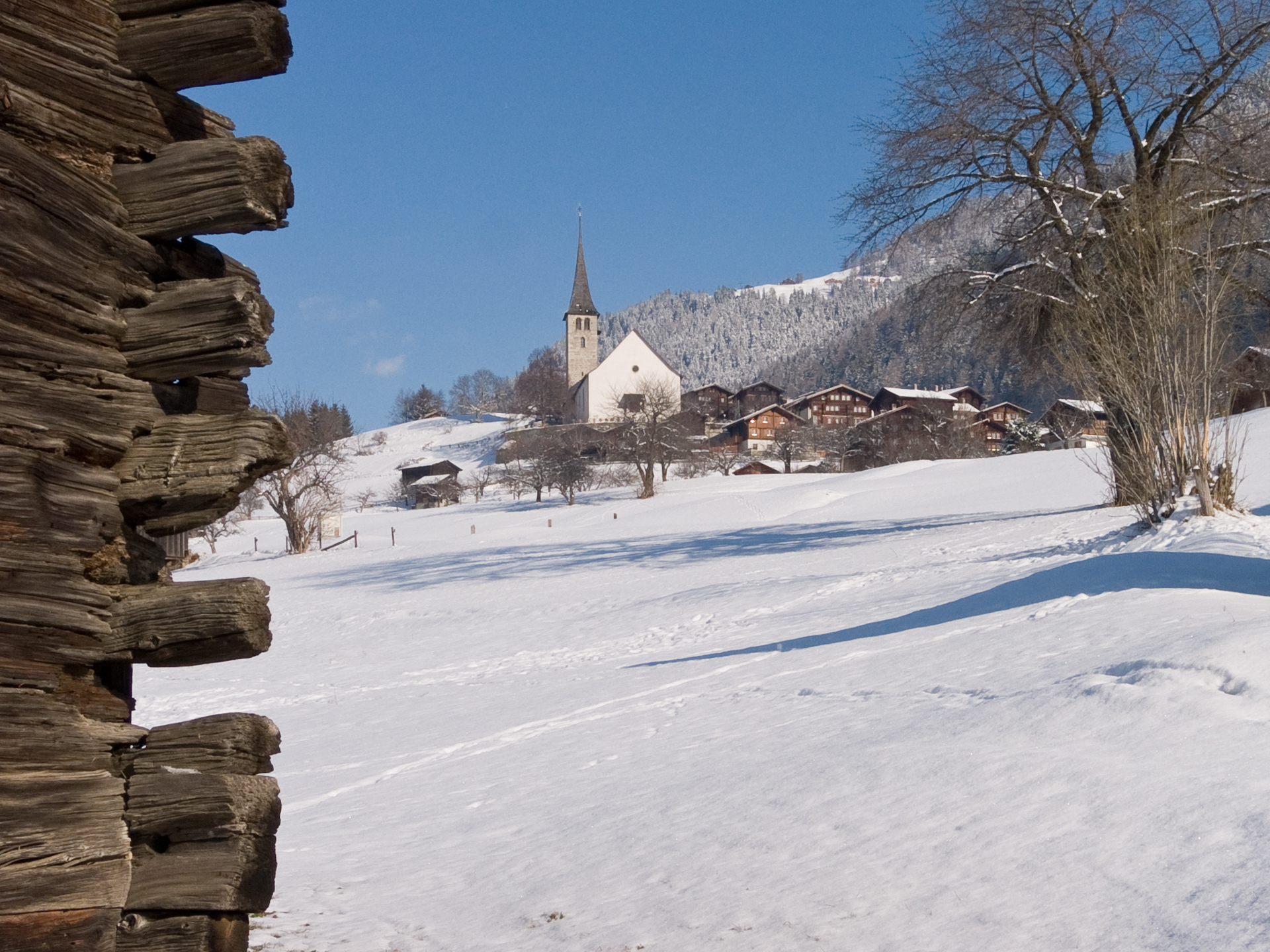
Winter in Ernen VS

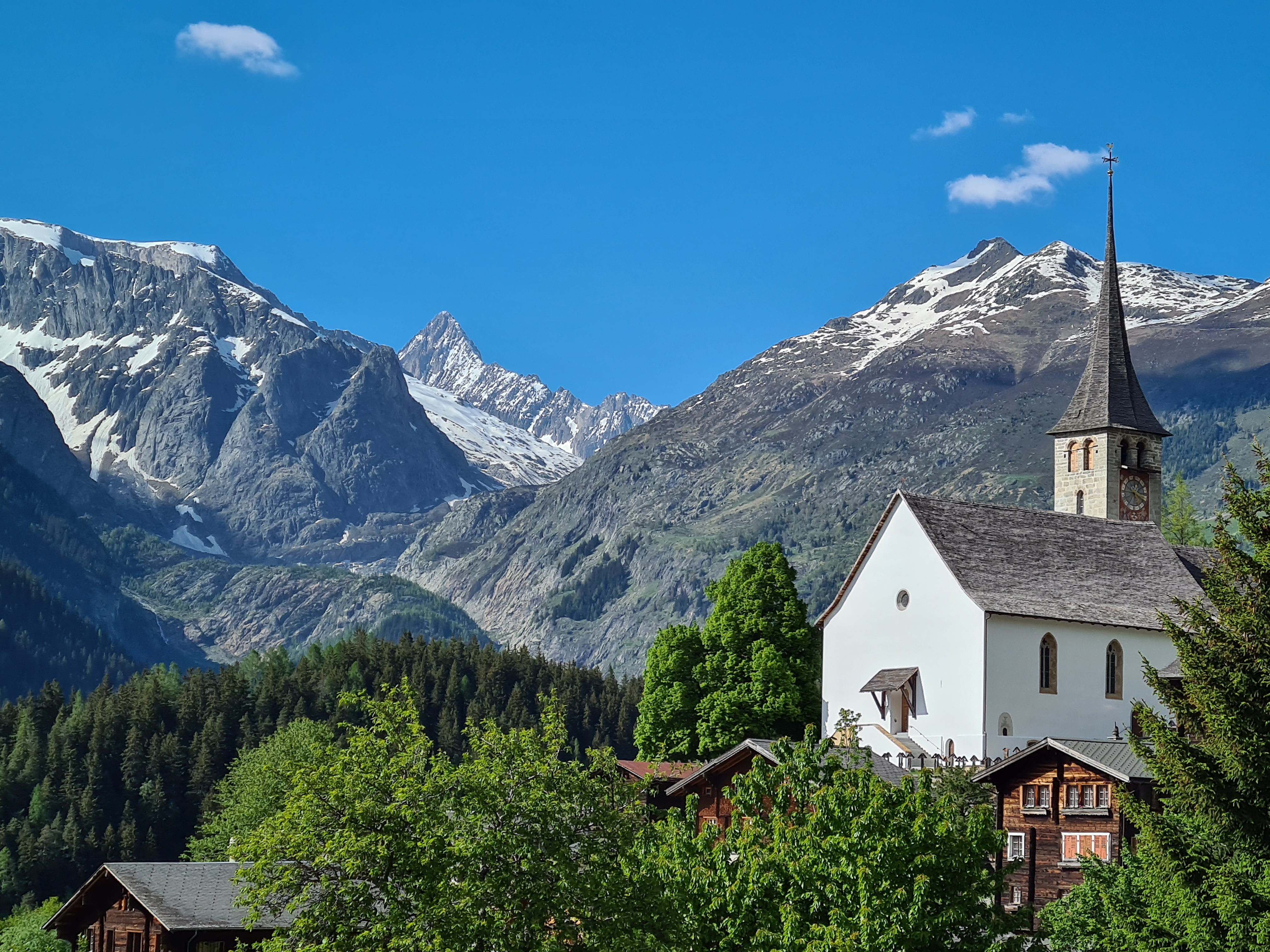
Kirche Ernen mit dem Finsteraarhorn im Hintergrund

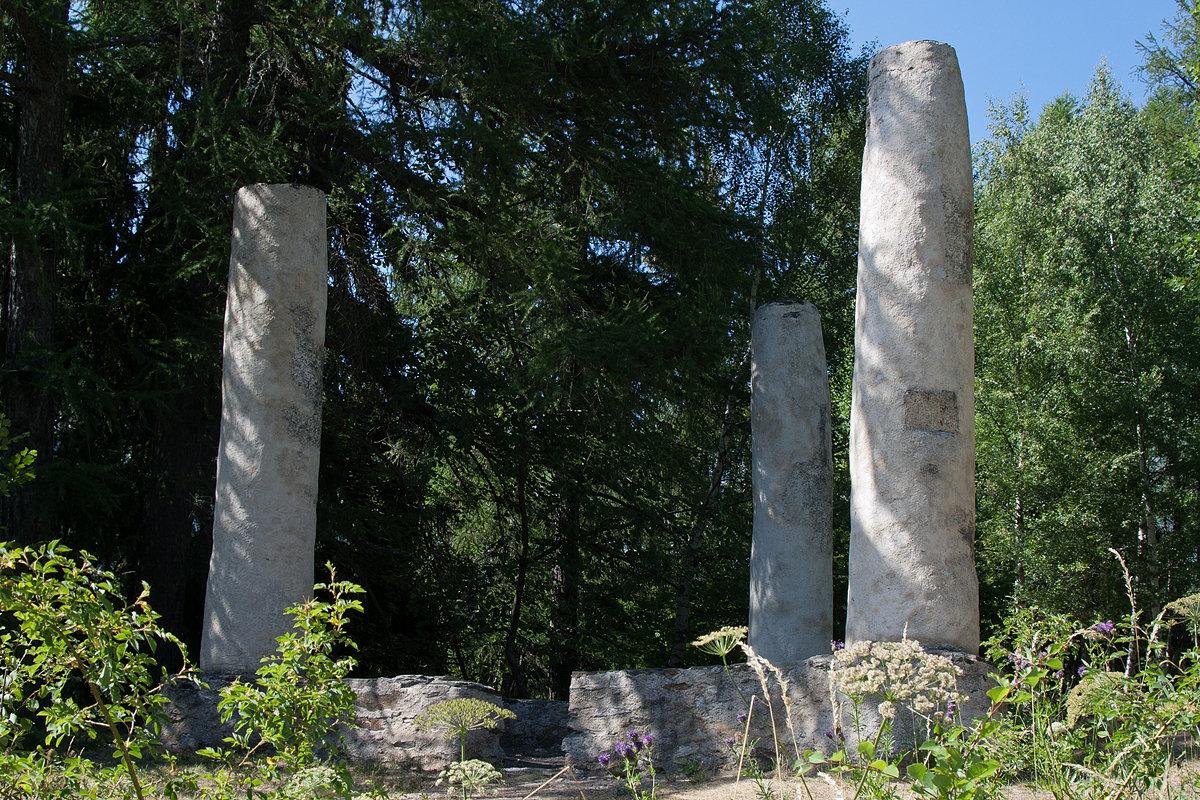
Drei Säulen des Galgens von 1702

Die Munizipalgemeinde Ernen liegt im Goms auf der linken Seite des oberen Rhonetals. Ihr Territorium besteht seit der Fusion vom Frühjahr 2005 aus den früheren Gemeinden Ausserbinn, Ernen, Mühlebach und Steinhaus. Die frühere Gemeinde Ernen selber, zu der seit 1872 auch der Weiler Niederernen gehörte, zählte Ende 2000 noch 385 Einwohner. Ernen ist Teil des regionalen Naturparks Binntal.

## Geschichte
Ernen wurde erstmals 1214 als Aragnon urkundlich erwähnt; die heutige Lautung findet sich erstmals 1510 als Ärnen bezeugt. Die Herkunft des Namens ist unsicher, vielleicht bedeutet er «(Land, Besitz) des Aranius».
Der Ort lag verkehrsgünstig zwischen den Pässen Albrun, Gries, Furka und Grimsel und profitierte jahrhundertelang als Warenumschlagplatz von dieser Lage. Die Gegend war schon in der Latènezeit besiedelt, wie Gräberfunde beweisen. Im Hochmittelalter unterstand das Goms dem erstmals 1135 erwähnten Meiertum von Ernen, im Spätmittelalter war der Zenden Goms in die Majorate Ernen und Münster geteilt. Ernen war neben Münster auch eine der beiden Grosspfarreien des Goms. Die Hochgerichtsbarkeit lag jedoch stets bei Ernen. Drei Säulen des Galgens von 1702 sind bis heute erhalten geblieben (Lage).
Der Bau der modernen Strasse (Furkastrasse 1860–1861) und der Eisenbahnlinie (Furkabahn 1914) auf der anderen Talseite setzten den Ort verkehrstechnisch ins Abseits und führten zu einem wirtschaftlichen Rückgang.
Im Jahr 1974 begann der ungarische Pianist György Sebök, im Sommer Meisterkurse für Pianisten und Kammermusiker in Ernen anzubieten. Seither nennt sich der Ort «Musikdorf». 1987 wurde dieses Angebot durch die Kammermusikreihe «Festival der Zukunft» erweitert. Weitere Veranstaltungen kamen hinzu: eine Reihe mit Barockkonzerten, ein Schreibseminar mit Donna Leon, eine Werkstatt «Biographisches Schreiben» und anderes, so dass Ernen im Sommerhalbjahr ein reichhaltiges kulturelles Programm anzubieten hat.

## Bevölkerung
| Bevölkerungsentwicklung | Bevölkerungsentwicklung | Bevölkerungsentwicklung | Bevölkerungsentwicklung | Bevölkerungsentwicklung | Bevölkerungsentwicklung |
| ----------------------- | ----------------------- | ----------------------- | ----------------------- | ----------------------- | ----------------------- |
| Jahr                    | 1850                    | 1900                    | 1950                    | 2000                    | 2016                    |
| Einwohner               | 414                     | 355                     | 299                     | 385                     | 509                     |

## Sehenswürdigkeiten
Sehenswert sind besonders die 1214 erstmals urkundlich erwähnte und 1510 bis 1518 umgebaute Kirche St. Georg, die Kapelle Maria Hilf (1690–1709) sowie im Ortsteil Niederernen die 1684 erbaute Kapelle des heiligen Antonius von Padua. Ernen erhielt 1979 den Henry-Louis-Wakker-Preis als Auszeichnung für das besonders schöne und gut erhaltene Dorfbild.
Beispiele für den ehemaligen Reichtum der Gemeinde sind markante Gebäude, wie das Rathaus (1762), das Tellenhaus (1578), das Kapuzinerhaus (1511), das Schulhaus (1538), das Mathäus-Schiner-Haus (1603), das St. Georg-Haus (1629), das Sigristen-Jost-Haus (1580). Das Tellenhaus zeigt aussen Tell-Fresken mit der Darstellung des Apfelschusses, es sollen die ältesten der Schweiz sein.
Diese Häuser stehen rund um den Dorfplatz von Ernen:

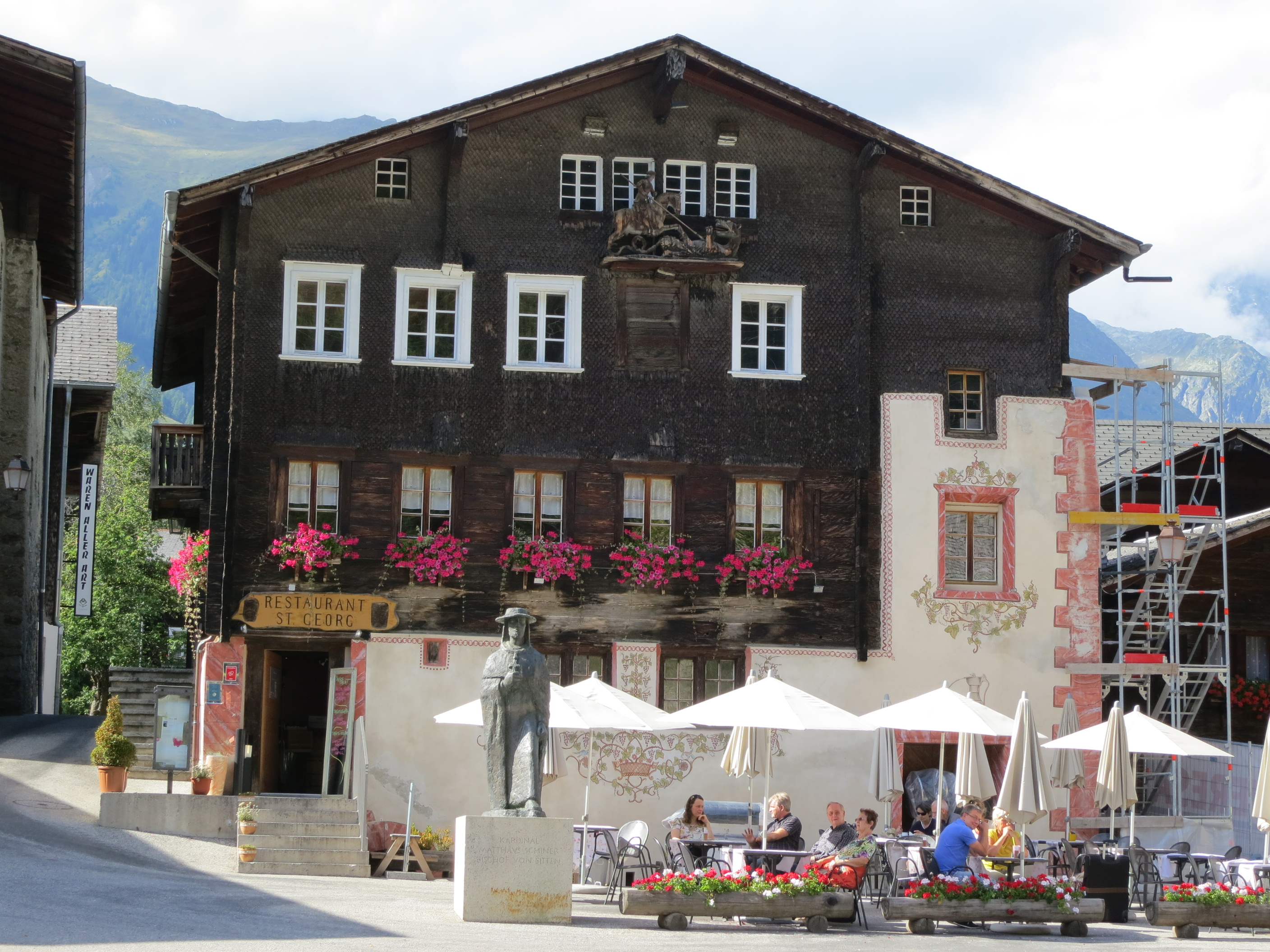
St. Georg-Haus
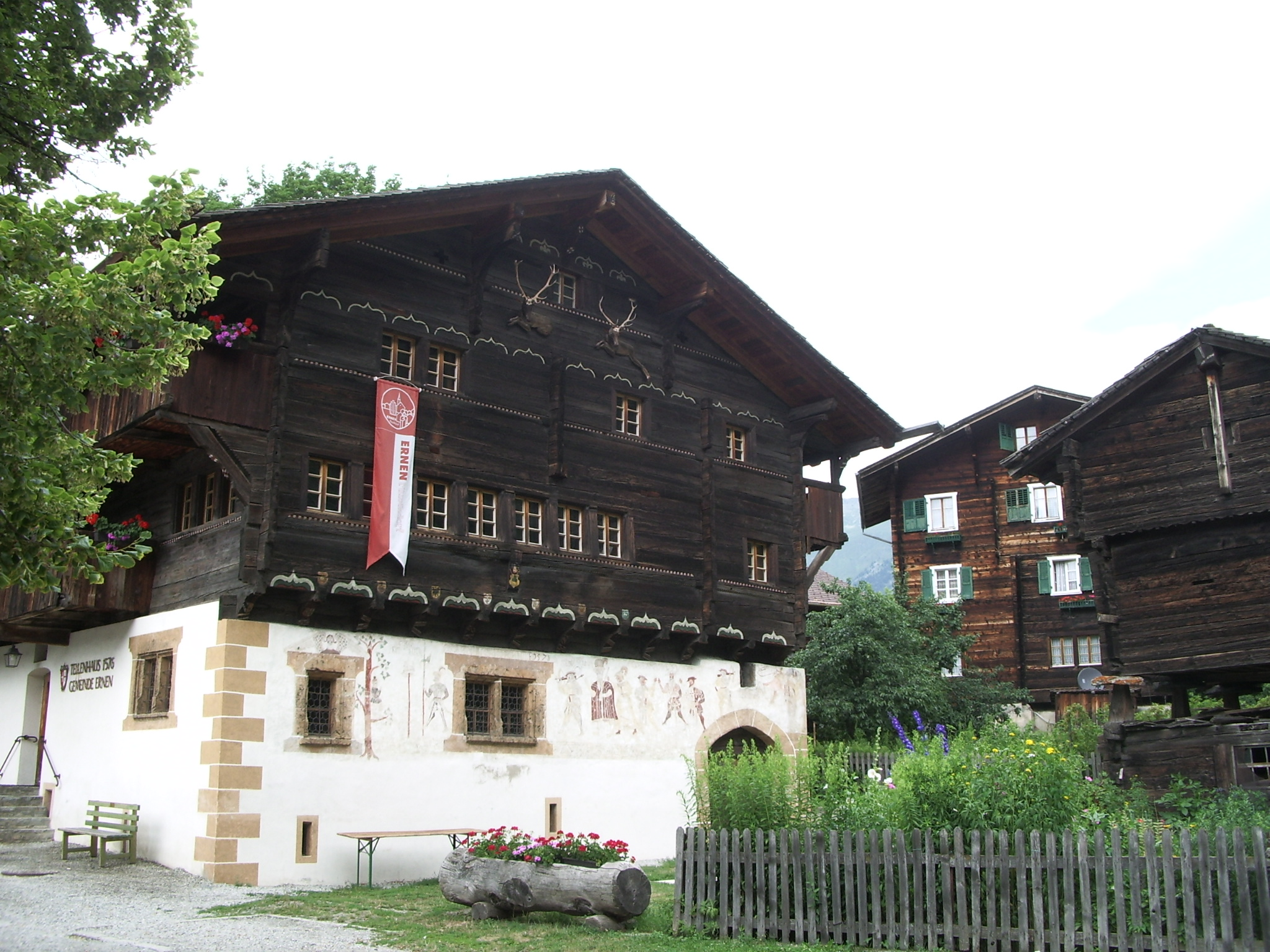
Tellenhaus
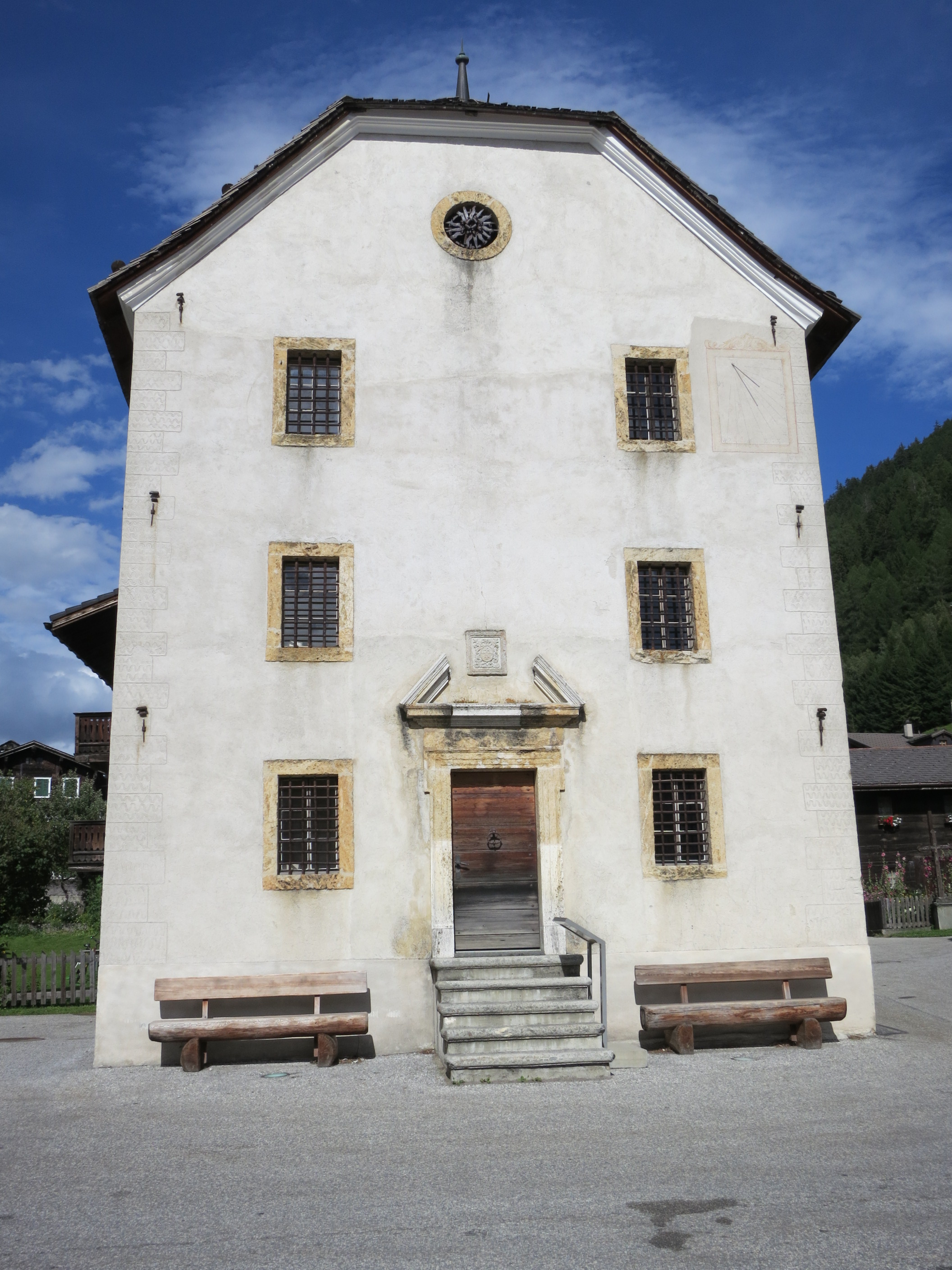
Zendenrathaus
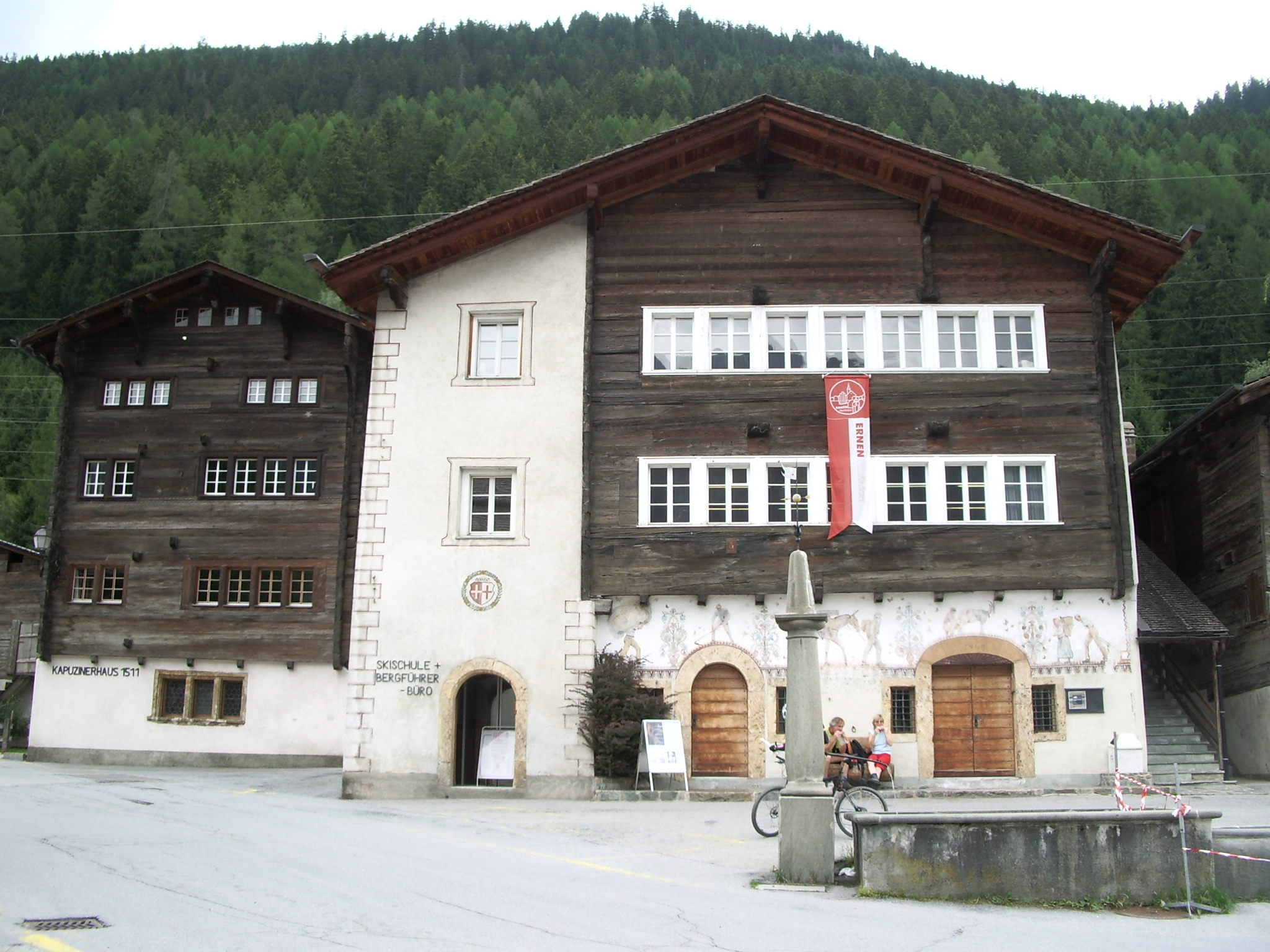
Kapuzinerhaus und altes Schulhaus
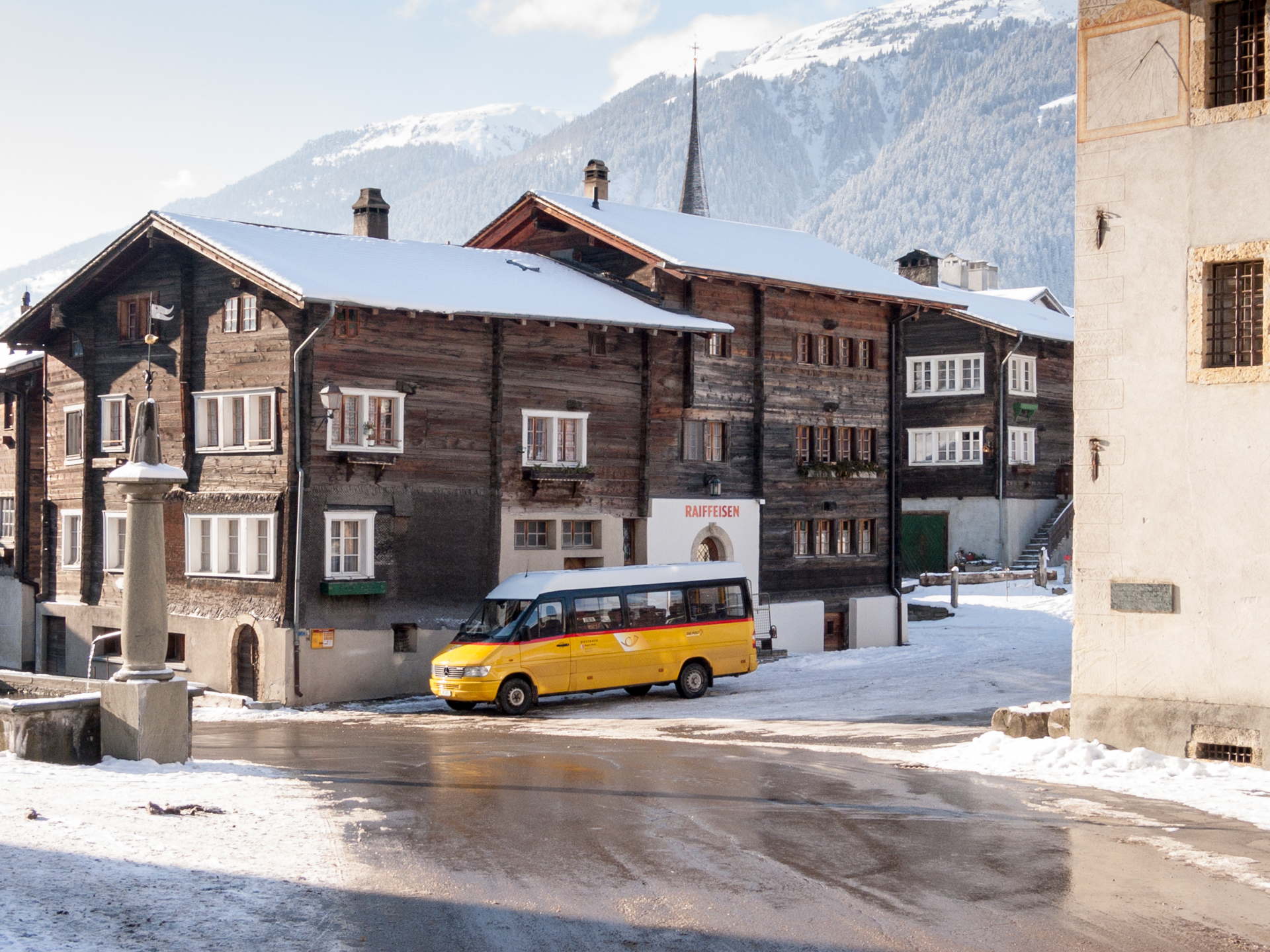
Dorfplatz in Ernen

## Verkehr
Mit dem öffentlichen Verkehr ist Ernen von Brig aus mit der Matterhorn-Gotthard-Bahn bis nach Fiesch und von dort mit dem Postauto erreichbar.

## Persönlichkeiten
- Walter Supersaxo (um 1402–1482), 1441–1457 Pfarrer von Ernen, 1457–1482 Bischof von Sitten
- Georg Supersaxo (um 1450–1529), Politiker, Gegner von Bischof Matthäus Schiner
- György Sebők (1922–1999), ungarischer Pianist und Klavierpädagoge, der 1974 das spätere Festival Musikdorf Ernen gründete und der dritte Ehrenbürger in der Geschichte Ernens ist